# Magstadt
Magstadt è un comune tedesco di 8 930 abitanti, situato nel land del Baden-Württemberg.